# Ulrich von Brockdorff-Rantzau
Ulrich Graf von Brockdorff-Rantzau o Ulrich Graf Brockdorff-Rantzau (Schleswig, 29 de mayo de 1869-Berlín, 8 de septiembre de 1928) fue un político alemán y ministro de Asuntos Exteriores en la República de Weimar desde el 13 de febrero de 1919 hasta el 20 de junio del mismo año.
Entre 1888 y 1891 estudió Derecho en Neuchâtel y Friburgo de Brisgovia. De 1891 a 1893 fue miembro del ejército. Dejó el ejército a causa de una herida.
En 1894 el Ministerio de Asuntos Exteriores le envió a Bruselas y en 1895 a Berlín. Allí trabajó en el Departamento de Política Comercial. De 1897 a 1901 trabajó en la embajada del Imperio alemán en San Petersburgo, de 1901 a 1909 en las embajadas en Viena y La Haya y de 1909 a 1912 en la embajada en Budapest. Desde 1912 trabajó en la embajada de Copenhague. Después del estallido de la Primera Guerra Mundial trató de convencer a Dinamarca de que permaneciera neutral.
El 13 de febrero de 1919 se convirtió en ministro de Asuntos Exteriores de la República de Weimar, cargo que tenía solamente hasta el 20 de junio del mismo año. No fue miembro de ningún partido político. Abogó por la Sociedad de Naciones y por una unión del Imperio alemán y Austria. Redactó contrapropuestas al Tratado de Versalles que se entregaron a los Aliados el 29 de mayo de 1919. El 20 de junio de 1919, después de la respuesta de los Aliados, el Gobierno entero dimitió y Brockdorff-Rantzau abogó por no firmar el Tratado de Versalles.
El 22 de noviembre de 1922 se convirtió en embajador en Moscú, cargo que tenía hasta su muerte. Logró que la Unión Soviética firmase el Tratado de Berlín.
Murió el 8 de septiembre de 1928 durante unas vacaciones en Berlín.